# J.O.B. Records
J.O.B. Records est une label discographique indépendant américain, actif entre 1949 et 1972. 

## Histoire
Le label J.O.B. est issu de l'éphémère label Opera Records, qui existait en 1947 ou 1948 et qui a été fondé par James Burke Oden, qui se produisait sous le nom de « St. Louis Jimmy » Oden, et Joe Brown. L'entreprise avait son siège dans le Southside, 4008 South Ellis Avenue. Pour le label Opera, Brown enregistrait un mélange de musique de pianistes de club, de combos de jazz et de musiciens de blues rural ; le futur label JOB se concentrait lui aussi sur le blues du Sud au début des années 1950.
Louis Jimmy avec Roosevelt Sykes, Sunnyland Slim (qui enregistrait ici sous le pseudonyme de Delta Joe pour des raisons de contrat) et King Kolax avec son groupe, ainsi que le groupe RnB des jumeaux Ray Bill et Roy Buck Douglas. En octobre 1948, Joe Brown vend six bandes master à Savoy Records, probablement tous les enregistrements de Byllye Williams.
Pour le label J.O.B., Brown et Burke Oden enregistraient des artistes de blues sudiste et de RnB urban. Le label a connu un succès en 1952 avec Five Long Years d'Eddie Boyd, un hit numéro un dans les charts RnB. Dès 1950, Oden quitte l'entreprise ; Brown la poursuit avec plusieurs partenaires. En 1953, J.O.B. collabore temporairement avec Chance Records. Jusqu'à la fin du label, seuls quelques enregistrements sont réalisés. En 1972, Joe Brown vend le label à Jewel Records ; le dernier single est sorti en 1974.
J.O.B. publie des enregistrements d'artistes tels que Willie Cobbs, Floyd Jones, King Kolax, J. B. Lenoir (J. B. Lenore, sic), Johnny Shines, Sunnyland Slim, Snooky Pryor, John Brim, Memphis Minnie, Robert Lockwood, Jr., Earl N. Pugh et Eddie King. Une compilation de 54 morceaux de blues J.O.B. est publiée en 2001 sous le titre Rough Treatment : The J.O.B. Records Story sur le label britannique Westside.
En 1950, un label homonyme existait en Louisiane, mais il n'a rien à voir avec le label basé à Chicago.

## Groupes et artistes
Les principaux groupes et artistes du label sont : J.B. Lenoir, Johnny Shines , John Brim, Eddie Boyd, et Sunnyland Slim.